# マフブーブナガル

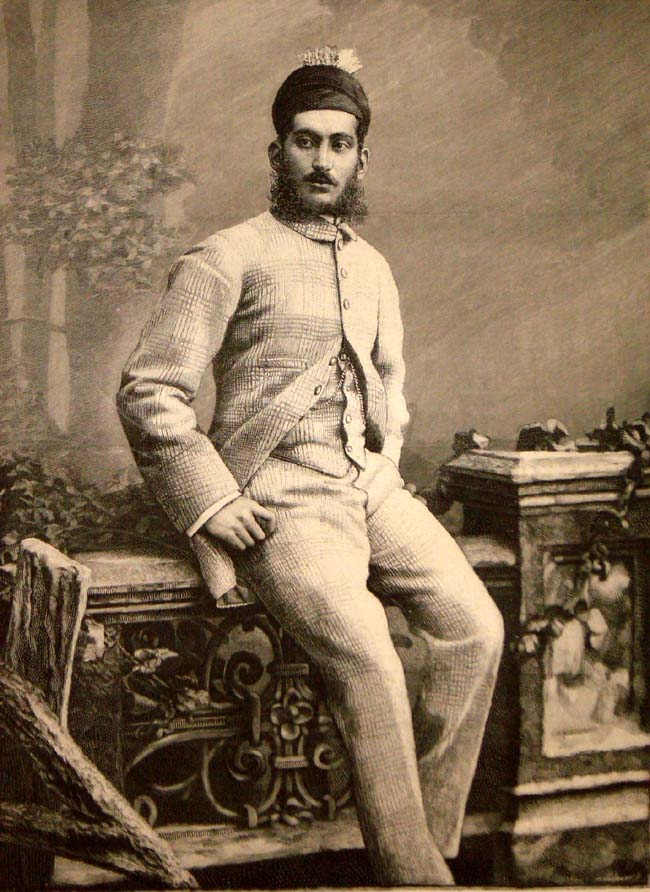
マフブーブ・アリー・ハーン

マフブーブナガル（テルグ語：మహబూబ్ నగర్、Mahbubnagar）は、南インドのテランガーナ州、マフブーブナガル県の都市。マフブーブナガル県の県庁所在地でもある。

## 歴史
1890年12月4日、ニザーム藩王国の藩王マフブーブ・アリー・ハーンの名にちなみ、「マフブーブの都市」を意味するマフブーブナガルの名がつけられた。